# Stilpnia cyanicollis
La tangara cabeciazul (Stilpnia cyanicollis), también denominada tangara real (en Colombia), tangara rey (en Venezuela), tangara de cuello azul (en Perú) o tangara capuchiazul (en Ecuador), es una especie de ave paseriforme de la familia Thraupidae, perteneciente al  género Stilpnia, anteriormente situada en Tangara. Es nativa de regiones montañosas y andinas del norte y oeste de América del Sur y de los bordes meridionales de la Amazonia brasileña.

## Distribución y hábitat
Se distribuye ampliamente desde las montañas costeras del noroeste de Venezuela, en la Serranía del Perijá, a lo largo de la cordillera de los Andes desde el oeste de Venezuela, por las tres cadenas de Colombia, Ecuador (a occidente y a oriente de los Andes), este de Perú, hasta el centro de Bolivia (Santa Cruz); y en Brasil en los bordes meridionales de la Amazonia, y en regiones de cerrado (al sur hasta Mato Grosso y Goiás).
Esta especie es considerada localmente común en una variedad de hábitats semiabiertos y de bordes de bosques, mayormente entre 500 y 2000 m de altitud, pero hasta cerca del nivel del mar en el oeste de Ecuador.

## Descripción
Mide de 13 a 14 cm de longitud. En su mayor parte la coloración de su plumaje es negro; cabeza y cuello azul claro intenso; centro de la garganta azul purpúreo; lores y barbilla negro. Rabadilla azul turquesa brillante, coberteras menores y mediana verde opalino bronceado a oro bruñido dependiendo de la luz; grandes coberteras alares, rémiges y rectrices orilladas de azul turquesa.

## Sistemática

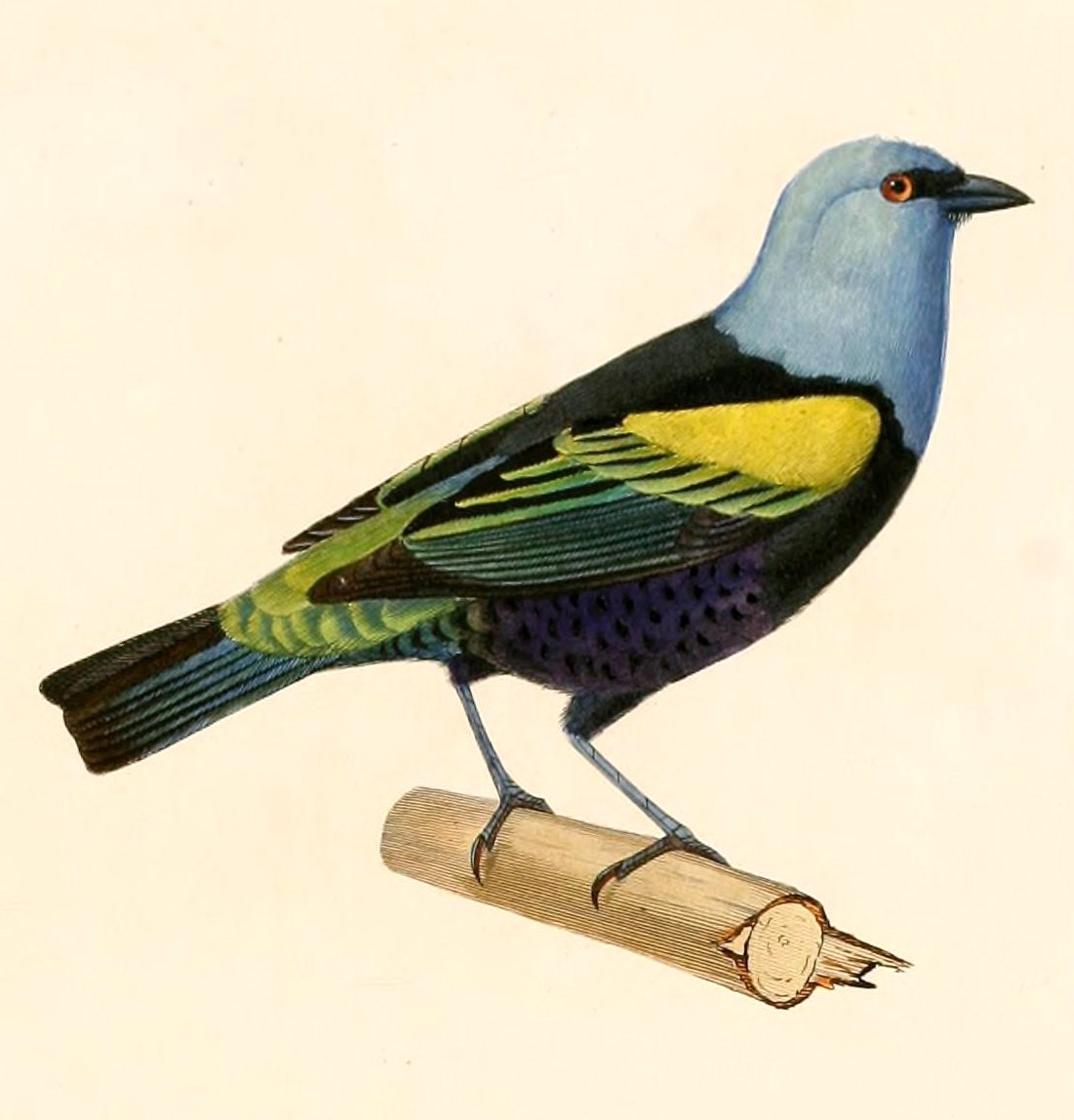
Tanagra cyanicollis = Stilpnia cyanicollis, ilustración en d'Orbigny Voyage dans l'Amérique méridionale, 1847.

### Descripción original
La especie S. cyanicollis fue descrita por primera vez por los naturalistas franceses Alcide d'Orbigny y Frédéric de Lafresnaye en 1837 bajo el nombre científico Aglaia cyanicollis; su localidad tipo es: «Yuracares, Bolivia».

### Etimología
El nombre genérico femenino Stilpnia deriva de la palabra del idioma griego «στιλπνή», forma femenina para el adjetivo «brillante» o «reluciente», aludiendo al brillo que presenta el plumaje de estas especies; y el nombre de la especie «cyanicollis» se compone de las palabras del latín  «cyaneus»: azul oscuro, y «collis»: de cuello.

### Taxonomía
La presente especie, junto a un grupo numeroso de trece otras especies, fueron tradicionalmente incluidas en un amplio género Tangara, hasta que varias estudios genéticos de la familia Thraupidae permitieron comprobar que formaban un clado separado del aquel género por lo que se propuso su separación en un nuevo género Stilpnia.
El Comité de Clasificación de Sudamérica (SACC), en la propuesta N° 730 parte 20 reconoció el nuevo género, en lo que fue seguido por el Congreso Ornitológico Internacional (IOC) y Clements checklist/eBird. Otras clasificaciones como Aves del Mundo (HBW) y Birdlife International (BLI) optaron por mantener el género Tangara más ampliamente definido, con lo cual la presente especie conserva su nombre anterior: Tangara cyanicollis.
Los amplios estudios filogenéticos recientes demuestran que la presente especie es hermana de Stilpnia nigrocincta y el par formado por ambas es hermano de Stilpnia larvata.

### Subespecies
Según las clasificaciones del IOC y Clements Checklist/eBird se reconocen siete subespecies, con su correspondiente distribución geográfica:
- Stilpnia cyanicollis granadensis (Berlepsch, 1884) – Andes de Colombia.
- Stilpnia cyanicollis caeruleocephala (Swainson, 1838) – Andes orientales del centro de Colombia al este de Ecuador y norte de Perú.
- Stilpnia cyanicollis hannahiae (Cassin, 1864) – Colombia (a oriente de los Andes orientales) y oeste de Venezuela.
- Stilpnia cyanicollis cyanopygia (Berlepsch & Taczanowski), 1884 – oeste de Ecuador.
- Stilpnia cyanicollis cyanicollis (d'Orbigny & Lafresnaye), 1837 – este de Perú (al norte hasta Huánuco) y este de Bolivia.
- Stilpnia cyanicollis melanogaster (Cherrie & Reichenberger), 1923 – Amazonia occidental en Brasil (cuenca del río Amazonas del oeste de Mato Grosso).
- Stilpnia cyanicollis albotibialis (Traylor), 1950 – centro de Brasil (sur de Pará hasta Goiás).